# Artaksij III. Armenski
Artaksij III., znan tudi kot Zenon-Artaksij (grško Άρταξίας, Artaksías) je bil pontski princ in kasneje rimski klientski kralj Armenije, * 13 pr. n. št., † 34 n. št.
Artaksijevo rojstno ime je bilo Zenon (grško Ζήνων, Zénon). Bil je prvi sin in otrok rimskega klientskima vladarja Polemona Pitodorja in njegove žene Pitodoride. Njegova mlajša sorojenca sta bila Polemon II. Pontski, ki je nasledil svojo mater in postal zadnji vladar Ponta, in Antonija Trifena, kraljica Trakije.
Njegov stari oče po očetovi strani je bil Zenon, ugleden govornik in aristokrat in  zaveznik rimskega triumvirja Marka Antonija. Njegova stara starša po materini strani sta bila Pitodor iz Tralesa in Antonija. Ime je dobil po svojem starem očetu. Po stari materi po materini strani je bil neposredni potomec Marka Antonija in njegove druge žene Antonije Hibride Minor. 
Artaksijev oče je umrl leta 8 pr. n. št. Njegova mati se je zatem poročila z rimskim klientskim kraljem Arhelajem Kapadoškim. Družina se je preselila v Kapadokijo in živela na Arhelajevem dvoru. Ko je Arhelaj leta 17 umrl, se je mati z otroki vrnila v Pontsko kraljestvo. 
Leta 18 je bil armenski kralj Vonon I. izgnan in Artaskij, priljubljen med Armenci, je postal kandidat za njegovega naslednika. Rimski general Germanik je s soglasjem rimskega cesarja Tiberija Artaksija leta 18 okronal za novega rimskega klientskega kralja Armenije. 
Armenci so se mu poklonili in ga sprejeli za svojega kralja. Svoje armensko ime Artaksij je dobil po  mestu Artaksata, kjer je bil razglašen za kralja. Vladal je do svoje smrti leta 34. Nasledil ga je Arsak I., eden od sinov partskega kralja Artabana III. Artaksij ni bil nikoli poročen in ni imel otrok.